# Giorgio Napolitano
Giorgio Napolitano (Nápoly, 1925. június 29. – Róma, 2023. szeptember 22.) olasz politikus, szenátor, az Olasz Köztársaság egykori elnöke. 2006. május 10-én választották meg, május 15-én vette át hivatalát elődjétől, Carlo Azeglio Ciampitól. 2013. április 20-án a parlament újraválasztotta. 2015. január 14-én előrehaladott kora miatt lemondott.

## Élete

### Út a kommunista pártba
1942-ben, 17 éves korában a nápolyi II. Frigyes Egyetemre iratkozott be. Itt lett a helyi fasiszta egyetemi szervezet, a GUF (Gruppo Universitario Fascista) követője. Ahogy később írta, itt olyan fiatalokra talált, akik osztották negatív nézeteit a fasiszta rezsimről. A csoport, mint önéletrajzában írta „valójában az antifasiszta intellektuális energiák rejtett és valahogy eltűrt tenyészhelye volt.”
Később antifasiszta kommunista csoportot alapított, amely az olasz fegyverszünet után az olasz ellenálló mozgalom számos akciójában vett részt a németek és Benito Mussolini követői ellen.
1945-ben, a második világháború után csatlakozott az Olasz Kommunista Párthoz (Partito Comunista Italiano, PCI). 1947-ben befejezte jogi tanulmányait. Először 1953-ban választották meg az olasz parlament alsóháza (Camera dei Deputati) tagjává. Később pártja Nemzeti Bizottságába választották és itt 1956-tól Dél-Itáliáért volt felelős.

### Az1956-os magyar forradalomszerepe életében
Ugyanennek az évnek a vége felé kelt fel a magyar nép a kommunizmus és a szovjet dominancia ellen, de a forradalmat vérbe fojtották a szovjet tankok. A PCI vezetősége a magyar felkelőket ellenforradalmároknak tartotta (a párt hivatalos lapja, a l'Unità „rablógyilkosoknak" és „provokátor ügynököknek" nevezte őket) és Napolitano csatlakozott a pártvonalhoz. Évekkel később többször is kifejezte, hogy megbánta és hogy ezt részben a párt egységének megőrzéséért tette, illetve főleg „azon nézet alapján, amely szerint a PCI szerepe és tevékenysége elválaszthatatlan a Szovjetunió vezette 'szocialista tábortól', amelyet az 'imperialista' frontnak szükségszerűen érintetlenül kell hagynia".
Az 1956-os állásfoglalás a PCI szakadásához vezetett. A CGIL, a legfontosabb olasz szakszervezet, amely ekkor a kommunisták befolyása alatt állt, visszautasította a pártvezetőség véleményét és azt állította, hogy a magyar forradalom jogos volt. A szakszervezetből sokan a mellett érveltek, hogy az „olasz út a szocializmus felé" csakis a demokrácián alapulhat. Nézeteiket részben Giorgio Amendola is támogatta.

### 1956 után
A PCI Amendola vezette szárnyához közel, Napolitano lassan a PCI egyik legbefolyásosabb vezetője lett. Mivel gyakran látták őket együtt, barátaiktól a Giorgio ’o chiatto és a Giorgio ’o sicco nevet kapták (nápolyi nyelvjárásban „Giorgio, a kövér” és „Giorgio, a sovány”. Napolitano különböző posztokat töltött be a pártban: az 1970-es és 1980-as években először a kultúráért, majd a gazdaságpolitikáért és a nemzetközi kapcsolatokért lett felelős.
A párton belül a nézetei mérsékeltek voltak, a párt „meliorista" szárnyához sorolták Gerardo Chiaromontéval és Emanuele Macalusóval együtt.
Az 1970-es évek közepén az MIT (a massachusettsi műszaki egyetem) előadást tartani hívta meg, de az Amerikai Egyesült Államok akkori nagykövete, John A. Volpe kommunista pártbeli tagsága miatt nem adott neki vízumot. 1977 és 1981 között Napolitano többször találkozott titokban Richard Gardner amerikai nagykövettel. A PCI kapcsolatokat keresett az amerikai kormánnyal, mert el kívántak szakadni a Szovjetunió kommunista pártja vezette vonaltól és a Nyugat-Európa demokratikus országaiban elfogadhatóbb politikai teóriát és gyakorlatot óhajtottak kialakítani (eurokommunizmus). 2006-ban, miután Napolitanót államelnökké választották, Gardner „igazi államférfi", „a demokrácia igaz híve" és „az Egyesült Államok barátja" kifejezéseket használta rá.
Az 1980-as évek óta, részben Giulio Andreotti segítségének köszönhetően, már utazhatott az Egyesült Államokba, és többek közt az aspeni, illetve a Harvard egyetemen előadásokat is tartott.

### A kommunista párt után
Az Olasz Kommunista Párt 1991-es feloszlatása után Napolitano a Baloldali Demokratikus Párthoz csatlakozott (későbbi neve Baloldali Demokraták, a Democratici di Sinistra, DS). 1992 és 1994 közt a parlament alsóházának elnöke volt, 1996 és 1998 közt pedig ő lett az első korábbi kommunista, aki betölthette az olasz belügyminiszteri hivatalt. 1999 és 2004 közt az Európai Parlament tagja volt.

## 56-osok tiltakozása
2006. május 24-én az 1956-os magyar forradalom ismert résztvevői – Wittner Mária, Rácz Sándor, Balás Piri László – nyílt levélben tiltakoztak, amiért Sólyom László magyar államfő meghívta Napolitanót a forradalom 50. évfordulójára rendezendő budapesti hivatalos ünnepségekre: „az élő 56-osok nevében a leghatározottabban tiltakozunk az ellen, hogy olyan politikust hívjon meg a Forradalom és Szabadságharc kitörésének 50. évfordulójára, még akkor is, ha jelenleg ő az Olasz Köztársaság elnöke, aki nemzetközi segítséget nyújtott a magyar szabadságvágy vérbefojtásához a szovjet gyilkosoknak”.

## Trivia
- Fiatalkorában Napolitano színész is volt. Játszott például Salvatore Di Giacomo egyik komédiájában és William Butler Yeats Cardiffi utazás (Viaggio a Cardiff) című darabjában. (Mindkettő a nápolyi Mercandante színházban.)
- Gyakran úgy utalnak rá, mint egy nápolyi nyelvjárásban írt szonettgyűjtemény írójára, amely Tommaso Pignatelli álnéven jelent meg. Ezt 1997-ben cáfolta, és legutóbb elnökké választásakor is, stábja „újságírói legendának" nevezte.
- Gyakori gúnyneve volt az Umberto király, hasonlósága miatt II. Umbertó olasz királyra, illetve kimért modora miatt. Egy másik gyakori gúnyneve: Il principe rosso ('a vörös herceg').
- A nápolyi matematikus Renato Caccioppoli barátja volt.
- A harmadik nápolyi Enrico De Nicola és Giovanni Leone után, akit az Olasz Köztársaság elnökének választottak.